# Stictoptera fuscostrigata
Stictoptera fuscostrigata är en fjärilsart som beskrevs av Louis Beethoven Prout 1926. Stictoptera fuscostrigata ingår i släktet Stictoptera och familjen nattflyn. Inga underarter finns listade i Catalogue of Life.